# American International Pictures
American International Pictures was een bedrijf dat films maakte. Het werd in 1956 opgericht door American Releasing Corporation. American International Pictures bracht independent films en low-budget films uit, gericht op een tienerpubliek.

## Geschiedenis
Toen de eerste films van AIP werd uitgebracht, was het vooral Vincent Price die in de films te zien was. Voorbeelden daarvan, zijn House of Usher, The Pit and the Pendulum, The Masque of the Red Death en The Tomb of Ligeia.
AIP is het eerste bedrijf dat uitzocht wat de tiener wilde zien: het maakte gebruik van focus groups. Zo had het publiek invloed op cast, titel en plot. Later, in de jaren 60, bracht AIP vooral strandfilms uit, meestal met Annette Funicello en Frankie Avalon. Rond deze tijd bracht AIP ook veel van Roger Cormans bekende horrorgerelateerde B-films uit.
In 1966 werd The Wild Angels uitgebracht. De film ging over de Hells Angels en introduceerde hiermee een sub-genre over motorbendefilms.
In de jaren '70 begon AIP films uit te brengen met een ruimer budget. Voorbeelden hiervan zijn The Amityville Horror, Love at First Bite, Meteor, Force 10 from Navarone, Shout at the Devil, The Island of Dr. Moreau en Mad Max. AIP raakte door de hogere budgetten in financiële problemen en ging uiteindelijk failliet. In 1979 ging het bedrijf op in Filmways, Inc..